# Sota Fujimori
Sota Fujimori (藤森崇多 Fujimori Sota?) es un artista Bemani y miembro de Beatnation Records. Debutó en la versión casera de Dance Dance Revolution 5thMIX con "Do It Right". Sota contibuye en gran parte con sus canciones para Beatmania IIDX.

## Acompañantes
- Sota formó la banda "Venus" con DJ Yoshitaka, donde Sota canta y Yoshitaka compone las canciones.
- También Sota formó la banda "Bonus" con Kors k.

## Discografía
Sota creó 6 Álbumes en total y una reedición del primero. Todas de BeatNation Records.
1. SYNTHESIZED (29 de agosto de 2008)
2. SYNTHESIZED -Re Edition- (21 de agosto de 2009)
3. SYNTHESIZED2 (28 de enero de 2010)
4. SYNTHESIZED3 (9 de junio de 2011)
5. SYNTHESIZED4 (21 de noviembre de 2012)
6. SYNTHESIZED5 (8 de octubre de 2014)
7. 今何度？What Temperature Is It? (19 de octubre de 2016)

## Canciones producidas
El texto entre paréntesis (()) corresponde a primera aparición de cada juego:alias utilizado o artista/banda representado.

### DanceDanceRevolution
- Versión casera de DDR 5thMIX
  - Do It Right (SOTA feat. Ebony Fay) - Primera canción de DDR5thMIX y de la oficina BEMANI.
  - Look To The Sky (SySF. feat. ANNA)
- Versión casera de DDRMAX
  - Kind Lady (OKUYATOS)
  - Do It Right (Harmonized 2Step Mix) (SOTA feat. Ebony Fay)
- Versión casera de DDRMAX2
  - DROP THE BOMB -SySF. Mix- (Scotty D.) - originalmente llamado "DROP THE BOMB -SYSTEM S.F. Mix-"
  - DYNAMITE RAVE -Down Bird SOTA Mix- (NAOKI)
- Versión casera de DDR EXTREME
  - Forever Sunshine (Chel.Y)
  - Try 2 Luv. U (S.F.M.P.)
  - I Need You (Supa Fova feat. Jenny F.)
- DDR Party Collection
  - Can Be Real (Vision F)
  - PARANOiA-Respect- (.3k)
- DDR FESTIVAL/Extreme norteamericana
  - Funk Boogie (Funk Kid feat. KOOL BOYS)
  - MAXIMIZER (CLI-MAX S.)
- DDR STRIKE/Extreme2
  - Saturday Night Love (Sota feat. Brenda V.)
- DDR SuperNOVA
  - Star Gate Heaven (SySF. feat. Donna Burke)
  - Feelings Won't Fade (Consola/DDR Supernova 2:SySF)
- DDR SuperNOVA2
  - Electrified (SySF.)
- DDR X2
  - Sky Is The Limit (Sota F. feat. ANNA)
  - New Decade (Sota F.)
- DDR X3
  - Fever (Sota F. feat. Carol Gadsden)
  - New Beginning - Firmado también como SySF.
- DDR(2013)
  - Blew My Mind (Sota F.)
- DDR(2014)
  - Destination (RDI:Sota F.)
- DDR A
  - DANCE ALL NIGHT (DDR EDITION) (Sota Fujimori)
  - New Century (EXTRA EXCLUSIVE:Sota F.)
  - TECH-NOID (EXTRA SAVIOR:Sota F.)
  - Hopeful (柊木りお featured SOTAG) - Cantada por Rio Hiraagi y arreglada por TAG.
  - Start a New Day (EXTRA EXCLUSIVE:Sota F.)
  - Love You More (EXTRA EXCLUSIVE:BEMANI Sound Team "Sota F.") - Primer uso de marcado BEMANI Sound Team tras el conflicto interno de 2017.
  - POSSESION (20th Anniversary Mix) (DDR SELECTION:BEMANI Sound Team "Sota Fujimori 2nd Season") - remix de POSSESION / BEMANI Sound Team "TAG Undergeround".
- DDR A20
  - New Era (Liga dorada:BEMANI Sound Team "Sota F.")
  - BUTTERFLY (20th Anniversary Mix) (Licencia legendaria:BEMANI Sound Team "Sota F.") - con Starbiz

### beatmania IIDX
- IIDX 10th style
  - Back Into The Light
  - Rise'n Beauty (Sota feat. Cyborg Akemi)
- IIDX 11 - RED
  - ANDROMEDA
  - The Hope of Tomorrow
- IIDX 12 - HAPPY SKY
  - 100% minimoo-G
  - PLASMA
  - Just a Little Smile (Consola)
- IIDX 13 - DistorteD
  - Look To The Sky (cyber True Color)
  - Winning Eleven9 Theme (IIDX EDITION)
  - With you…
  - Go Beyond!! (Consola/IDX16 - EMPRESS:Ryu☆ Vs. Sota) - competencia con Ryu☆
  - Hybrid Landscape (Consola)
- IIDX 14 - GOLD
  - Cyber Force (feat. Cyborg Akemi)
  - ANDROMEDA II
  - The Story Begins (Consola/IIDX17 - SIRIUS:SADA&SOTA)
- IIDX 15 - DJ TROOPERS
  - beatonic nation
  - State Of The Art (feat. Cyborg Akemi)
  - Battle Train -IIDX Edition- (Consola)
- IIDX 16 - EMPRESS
  - Fly Above
  - Arabian Rave Night (dj MAX STEROID)
  - Electrorgasm (Consola)
  - Back Into The Light -Feelings Won't Fade Vocal Mix- (Consola)
- IIDX 17 - SIRIUS
  - with me… (Sota Fujimori feat.Kemy)
  - DENJIN AKATSUKINI TAORERU-SF PureAnalogSynth Mix- (Remixed by Sota Fujimori)
- IIDX 18 - Resort Anthem
  - Never fade away (feat. dj MAX STEROID)
  - Take Me Higher (feat.Sachi)
- IIDX 19 - Lincle
  - Lucky Days (Sota Fujimori feat. Kanako Hoshino)
  - prompt (w×s ft.*spiLa*) - con wac
- IIDX 20 - tricoro
  - GRADIUS 2012
  - In Heaven
  - CONCEPTUAL (Sota Fujimori 2nd Season)
  - New Decade IIDX Edition (Sota F.) - Reedición de la canción de DDRX2; del álbum "SYNTHESIZED3".
  - Fractal
- IIDX 21 - SPADA
  - WOBBLE IMPACT
  - refractive index
- IIDX 22 - PENDUAL 
  - Illuminate (Sota Fujimori)
  - subtractive (Expander)
- IIDX 23 - copula 
  - Transport (Sota Fujimori)
  - 紫陽花 -AZISAI- (Camellia Vs. Expander)
- IIDX 24 - SINOBUZ 
  - Modular Technology (Sota Fujimori)
  - Go Ahead!! (Ryu☆ Vs. Sota) - competencia con Ryu☆
  - Honey Trap (Expander)
- IIDX 25 - CANNON BALLERS
  - ACCELERATE
  - Expanded!! (BEMANI Sound Team "Expander")
- IIDX 26 - Rootage
  - Digital Skipper (BEMANI Sound Team "Expander")
  - Lift Us High (BEMANI Sound Team "Sota Fujimori")
- IIDX 27 - HEROIC VERSE
  - Hold My Hand (BEMANI Sound Team "Sota Fujimori")

### pop'n music
- 13 カーニバル
  - Spring Comes Around
  - ランブルメドレー (cutie smashers)
- 14 FEVER!
  - Psyche Planet V
- 15 ADVENTURE
  - together 4ever (feat.yoshiko)
- 16 PARTY♪
  - Run To You (feat.Runa)
- 17 THE MOVIE
  - We Can Change (feat. Kemy)
  - 恋する東京 SF_P5 ElePop Mix(pm17 THE MOVIE:パーキッツ Rmx by Sota Fujimori)
- 18 せんごく列伝
  - Blow Me Up (feat. Calin)
- 19 TUNE STREET
  - So good! (feat.Kanae)
- 20 fantasia
  - EPIC
- Sunny Park
  - Brand New World (VENUS)
  - Smiling (feat.Nagisa)
  - 生命の焔纏いて (WALPULG) - con WAC
- ラピストリア 
  - Kaleidoscopic (Sota Fujimori feat.Calin)
- éclale 
  - Voices (Sota Fujimori)
- うさぎと猫と少年の夢
  - Another Texture (Sota Fujimori)

### jubeat
- ripples
  - Shining Star (feat.Nagisa)
- knit
  - Prophet Vibe (feat. Calin)
- copious
  - [E] (dj MAX STEROID)
  - polygon
  - DOUBLE IMPACT (DOUBLE IMPACT) - con 96.
- saucer
  - Mother Ship
  - Happy
  - Magnetic (DDR 2013/GITADORA)
- saucer fulfill
  - DANCE ALL NIGHT
  - aura (Expander)
- prop
  - Rock The Club (Expander)
- Qubell
  - Entrapment (Expander)
- clan
  - Blue Sky (Sota F.)
  - AI (BEMANI Sound Team “Sota F.”)
- Festo
  - Pegasus (BEMANI Sound Team "Expander")
  - Radius (BEMANI Sound Team "Sota F.")

### Gitadora
- You've Got 2 Get Me(GuitarFreaks XG&DrumMania XG:feat.RIO)
- 明鏡止水 - Stop The Fire Mix(GuitarFreaks XG2&DrumMania XG2:feat. Mutsuhiko Izumi)
- Bangin' Breaks(GuitarFreaks XG2&DrumMania XG2)
- Give Me MORE!!(GuitarFreaks XG3&DrumMania XG3)
- Metallic(GITADORA)
- Don't Break Up(GITADORA:Sota Fujimori)
- Limit Level(GITADORA OverDrive:Sota vs 96)

### REFLEC BEAT
- REFLEC BEAT / REFLEC BEAT Ver1.5
  - Choo Choo TRAIN -VENUS mix- (VENUS)
  - Need Your Love
  - Survival Games (VENUS)
  - ANDROMEDA -SF_2011 Mix-
- limelight
  - 1/3の純情な感情 (VENUS)
  - Far Away (VENUS)
  - LOVE IS TIMING (3tempo Produced by Sota Fujimori)
- colette
  - VOLTEXES
  - WHITE BREATH (BONUS)
  - GLITTER (Sota Fujimori 2nd season)
  - Going My Way (BONUS)
  - 三日月 (VENUS)
  - Wow Wow VENUS (VENUS)
  - Lights On Me
  - SPARKLE (Sota Fujimori 2nd season)
  - MAXIMIZER (CLI-MAX S.) - Remix de la canción de MAX MAXIMIZER (crispy joybox).
- groovin'!! (Upper!)
  - Cattleya (Sota Fujimori 2nd season)
  - LoveLove DokiDoki (水戸ご当地アイドル(仮)) - como parte de U.M.U X BEMANI
  - groovin' (Sota Fujimori)
  - Playing with Fire (Sota Fujimori Remix) (Sota Fujimori)
  - VOLTEXES II (Sota Fujimori)
- VOLZZA
  - Follow the path (Sota F.)
- VOLZZA2
  - EXOTICA (Sota Fujimori 3rd Season)
- 悠久のリフレシア -The reflesia of eternity-
  - Strange Flow (Sota Fujimori)

### Sound Voltex
- VOLTEXES III (SV III:Sota Fujimori) - Remix del BGM del sistema
- モンスターストライクメドレー(SDVX REMIX) (SV III:Sota Fujimori)
- グレイスちゃんの超～絶!!グラビティ講座w (SV III:∞∞(σ∀σ✻)∞∞)
- VOLTEXES IV (SV IV:BEMANI Sound Team "Sota Fujimori”)
- She Turns Me On (SV III PC:BEMANI Sound Team "Sota Fujimori")
- OZONE (SV III PC:BEMANI Sound Team "Sota Fujimori")

### BeatStream
- Versión 1
  - さよならトリップ ～夏陽 EDM edition～ (東雲夏陽(from ここなつ)) - De HinaBitter
  - 魔法のたまご ～心菜 ELECTRO POP edition～ (東雲心菜(from ここなつ)) - De HinaBitter
- アニムトライヴ (Anim Tribe)
  - GRADIUS II ～ビーストメドレー～ (Sota Fujimori) - De Gradius
  - Twinbee's Home Town Song (Sota Fujimori) - De Twenbee
  - Phlox (Sota Fujimori 2nd Season)

### ノスタルジア -Nostalgia-
- Urban Life (ノスタルジア:Sota Fujimori)
- Manhattan (Op. 2:BEMANI Sound Team "Sota Fujimori")

### DANCERUSH
- Don't Stop!! (BEMANI Sound Team "Sota F.")
- Love 2 Shuffle (BEMANI Sound Team "Sota F." feat. Starbitz)
- BEYOND THE EARTH (STARDOM Remix) (BEMANI Sound Team "Sota F.")

### Trabajos como VENUS
Sota trabaja en conjunto con DJ Yoshitaka.
- Brand New World
- Choo Choo TRAIN -VENUS mix-
- Far Away
- Survival Games
  - Survival Games (Hommarju Remix) - Remix exclusivo para Sound Voltex.
  - Survival Games -ZEUS Mix-
- Wow Wow VENUS
- 1/3の純情な感情 - del álbum SIAM SHADE.
- 三日月
- Chu☆Chu☆Tonight
- Freedom
- Squeeze (VENUS feat.Mutsuhiko Izumi) - como parte de "熱闘！BEMANIスタジアム" (Estadio BEMANI).

| Canciones       | RB | pop'n | jubeat | IIDX | DDR | GITADORA | SDVX | Dance Evolution | Miraigakki |
| --------------- | -- | ----- | ------ | ---- | --- | -------- | ---- | --------------- | ---------- |
| Survival Games  | ○  | ○     | -      | ○    | -   | -        | ●    | -               | -          |
| Far Away        | ○  | ○     | -      | -    | -   | -        | -    | -               | -          |
| Brand New World | ○  | ○     | ○      | -    | -   | -        | -    | -               | -          |
| Wow Wow VENUS   | ○  | ○     | ○      | -    | ○   | -        | -    | ○               | -          |
| Freedom         | ○  | -     | -      | -    | -   | -        | -    | -               | -          |
| Chu☆Chu☆Tonight | ○  | ○     | -      | -    | -   | -        | -    | ○               | -          |
| Squeeze         | ○  | ○     | ○      | ○    | ○   | ○        | ○    | -               | ○          |

### Proyectos en otros juegos
- Neo Contra
  - Neo Contra (con Paula Terry)
- Rumble Roses
  - Look To The Sky (yoshiko) - Reedición de la canción "Look To The Sky" publicada en DDR con anterioridad.
  - Whip Me Hard! (RUMBLE ROSES)
  - The Cutter (RUMBLE ROSES)
  - THE MECH-MOTHER (RUMBLE ROSES)
- Rumble Roses XX
  - Rising Sun
  - Rising Sun ～Piano Version～
  - Rock It Breaks
  - Lady X Subsistence
  - Becky The Star☆
  - Super Cutter
- Magical sky (マジカルハロウィン:Sana)
- Dealer's Game (アニマロッタ)
- Let There Be Light (ランブルローズ3D：yoshiko)
- Metal Gear 4: Guns of the Patriots
  - The Hunter
  - Surrounded

### Otros trabajos
Nota: no incluye trabajos de Hinabitter.
- Gradius Medley (グラディウス アーケードサウンドトラック)
- Look To The Sky -True Color Extended Mix- (DDRMAX -Dance Dance Revolution 6th Mix- V-Rare)
- Kind Lady -interlude rough instrumental- (DDRMAX -Dance Dance Revolution 6th Mix- V-Rare)
- Kind Lady (Funk Disco Extended Mix) (DDRMAX2 -Dance Dance Revolution 7th Mix- V-Rare)
- Do It Right (Harmonized 2Step Extended Mix) (DDRMAX2 -Dance Dance Revolution 7th Mix- V-Rare)
- Look To The Sky (Trance Extended Mix) (DDRMAX2 -Dance Dance Revolution 7th Mix- V-Rare)
- Feelings Won't Fade (Extended Trance Mix)(DDRMAX2 -Dance Dance Revolution 7th Mix- V-Rare)
- Kind Lady -FUTURE TRANCE MIX- (DDRMAX2 -Dance Dance Revolution 7th Mix- V-Rare)
- Midnight Blaze (SySF Mix) (DDRMAX2 -Dance Dance Revolution 7th Mix- V-Rare)
- i feel... (New Age Hope Mix) (DDRMAX2 -Dance Dance Revolution 7th Mix- V-Rare)
- I Need You (Insideout Door 3Mixes) (Dance Dance Revolution Extreme Premium CD)
- Do It Right (80's Electro Extended Mix) (Dance Dance Revolution Extreme Premium CD)
- Look To The Sky (True Color Extended Mix) (Dance Dance Revolution Extreme Premium CD)
- Love Is Eternity 〜SF SYNTH TRANCE MIX〜 (beatmania IIDX REMIX for 10th Success Anniversary)
- 蒼い衝動 〜SF Cyborg TRANCE Mix〜 - (TЁЯRA - RËVOLUTIØN)
- Baby Baby Gimme Your Love (Cyber Electrónica R+B Mix) - (TЁЯRA - RËVOLUTIØN)
- PLASMA (More synth extended) (beatmania IIDX 12 HAPPY SKY ORIGINAL SOUNDTRACK)
- SPIRAL.2005 (Pro Evolution Soccer 5 Main Menu OST)
- Star Gate Heaven (Fracus' Crazy Chill Mix) (Dance Dance Revolution SuperNOVA USA V-Rare)
- Star Gate Heaven (Extended Mix) (Dance Dance Revolution SuperNOVA OST)
- ANDROMEDA (Extended Mix) (cyber beatnation 1st Conclusion)
- Rainbow Flyer -In The Dream Mix (dj TAKA - milestone)
- DENJIN AKATSUKINI TAORERU -SF PureAnalogSynth Mix- (L.E.D. - 電人K)
- 100% Odyssey (del álbum SYNTHESIZED)
- i-revolution (i-revo)
- Be quiet -SF_Glitch Techno Mix- (Ryu☆ - starmine)
- Back Into The Light -Extended Mix- (del álbum SYNTHESIZED2)
- Deluxe Seven (del álbum SYNTHESIZED2)
- Programmed World - SF_Infected Mix - (kors k - Ways For Liberation)
- Dear My Boy (KONAMI♪MUSICフル配信楽曲)
- Dear My Boy (Sana MIX) (KONAMI♪MUSICフルプレゼント楽曲)
- think about you (KONAMI♪MUSICフルALBUM)
- Prophet Five (del álbum SYNTHESIZED3)
- Try 2 Luv.U (100% minimoo-G Mix) (del álbum SYNTHESIZED3)
- GRADIUS 2011 - Como parte del campeonato KONAMI Arcade Championship 2011
- bass 2 bass (dj MAX STEROID Remix) (cyber beatnation2 -Hi Speed conclusion-)
- Road 2 London (KONAMI♪MUSICフル配信楽曲)
- To The Podium (KONAMI♪MUSICフル配信楽曲)
- Factory (Vivid Transparency) -Sota Fujimori Remix- (ZONE OF THE ENDERS ReMIX EDITION)
- VOLTEXES -Extended Mix-
- Need Your Love -SF_Dubstep Mix-
- Empathetic (IIDX tricoro/DDR 2013/pop'n Sunny Park/Jubeat Saucer/GITADORA/RB colette:Sota÷Des) - con Des-ROW, como parte de "私立BEMANI学園" (Academia privada Bemani)
- Squeeze / (VENUS feat. Mutsuhiko Izumi) - como banda VENUS; como parte de "熱闘！BEMANIスタジアム" (Estadio BEMANI)
- Cleopatrysm (ピラミッ℃) - como parte de "発見！よみがえったBEMANI遺跡" (Hakken! Yomigaetta BEMANI Iseki)
- Go↓Go↑Girls&Boys! (松下feat.Sota & wac) - del 2.º álbum de Matsushita Matsushita ga Nijigen ni Koi o Suru 15 no Riyū
- In The Breeze (96 & Sota ft. Mayumi Morinaga) - Como parte de "Summer Diary 2015".
- きゅん×きゅんばっきゅん☆LOVE (松下feat.Sota & wac) - del 3.er álbum de Matsushita